# قطعنامه ۵۸۵ شورای امنیت
قطعنامه ۵۸۵ شورای امنیت سازمان ملل متحد که در تاریخ ۱۳ ژوئن ۱۹۸۶ تصویب شد، سندی بین‌المللی دربارهٔ قبرس است. این قطعنامه طی نشست ۲۶۸۸ام با ۱۵ موافق، ۰ مخالف و ۰ ممتنع تصویب شد.